# 13448 Edbryce
13448 Edbryce eller 4526 P-L är en asteroid i huvudbältet som upptäcktes den 24 september 1960 av den nederländsk-amerikanske astronomen Tom Gehrels och det nederländska astronomparet Ingrid van Houten-Groeneveld och Cornelis Johannes van Houten vid Palomarobservatoriet. Den är uppkallad efter skådespelaren Ed Bryce.
Asteroiden har en diameter på ungefär 5 kilometer och den tillhör asteroidgruppen Nysa.